# Lill-Grucken
Lill-Grucken är en sjö i Härjedalens kommun i Härjedalen och ingår i Ljusnans huvudavrinningsområde. Sjön har en area på 0,128 kvadratkilometer och ligger 623,4 meter över havet.

## Delavrinningsområde
Lill-Grucken ingår i det delavrinningsområde (692327-135878) som SMHI kallar för Mynnar i Orten. Medelhöjden är 668 meter över havet och ytan är 39,3 kvadratkilometer. Räknas de 17 avrinningsområdena uppströms in blir den ackumulerade arean 90,78 kvadratkilometer. Gruckan som avvattnar avrinningsområdet har biflödesordning 2, vilket innebär att vattnet flödar genom totalt 2 vattendrag innan det når havet efter 355 kilometer. Avrinningsområdet består mestadels av skog (84 procent) och sankmarker (14 procent). Avrinningsområdet har 0,2 kvadratkilometer vattenytor vilket ger det en sjöprocent på 0,5 procent.